# Boris Dron
Boris Dron (Virton, 17 maart 1988) is een Belgisch voormalig wielrenner die in 2016 zijn carrière afsloot bij Wanty-Groupe Gobert.

## Carrière
In 2016, Drons tweede seizoen bij Wanty-Groupe Gobert, werd hij onder meer twaalfde op het nationale kampioenschap tijdrijden en twintigste in de Nationale Sluitingsprijs. Eerder dat jaar werd hij, met een achterstand van twintig punten op Thomas De Gendt, tweede in het bergklassement van de Ronde van Catalonië. Aan het eind van dat seizoen beëindigde de Waal zijn carrière.

## Overwinningen
2011
1e etappe Ronde van Luik

## Resultaten in voornaamste wedstrijden
| Jaar | Gent-Wevelgem | Waalse Pijl |
| ---- | ------------- | ----------- |
| 2015 | opgave        | opgave      |

## Ploegen
- 2009 –  Lotto-Bodysol-Pôle Continental Wallon (stagiair vanaf 12-8)
- 2010 –  Lotto-Bodysol
- 2011 –  Lotto-Bodysol-Pôle Continental Wallon
- 2012 –  Wallonie Bruxelles-Crédit Agricole
- 2013 –  Wallonie-Bruxelles
- 2014 –  Wallonie-Bruxelles
- 2015 –  Wanty-Groupe Gobert
- 2016 –  Wanty-Groupe Gobert

Burton · Cammaerts · Carton · Collet · Devaux · Fondard · Gerard · Honorez · Piva · F.Polazzi · Roossens · Rouet · Timmermans · Van Schelven · Wills · Dron (stagiair) · Prémont (stagiair)
Bertholet · Burton · Cammaerts · Chevalier · Collet · De Witte · Devillers · Dron · Fondard · Honorez · Naert · Prémont · Roossens · Rouet · Thome · Van Schelven · Demoitié (stagiair) · Donnay (stagiair)
Anciaux · Caresmel · Collaers · Dechesne · Demoitié · Dernies · Donnay · Dron · Goodfellow · Gremelpont · Naert · Nanni · Serry · Suray · Thome · Van Schelven
Bertholet · Chevalier · De Witte · Dernies · Dron · Dufrasne · Evrard · Legrand · Patron · Polazzi · Prémont · Stenuit · Thomé · Van Hoecke
Anciaux · Bertholet · Chevalier · De Witte · Demoitié · Dernies · Dron · Dufrasne · Evrard · Patron · Polazzi · Stassen · Van Hoecke
Amorison · Anciaux · Bertholet · Chevalier · Delfosse · Demoitié · Dernies · Dron · Dufrasne · Evrard · Mottet · Pestiaux · Prémont · Stassen · Stenuit
Antonini · Backaert · Baugnies · De Greef · De Troyer · Devriendt · Dron · Eijssen · Gasparotto · Ghyselinck · Jans · Leukemans · Marcato · Minnaard · Napolitano · Robert · Selvaggi · Seynaeve · Van Melsen · Vanlandschoot · Veuchelen · Barroso (stagiair) · Callebaut (stagiair) · Stenuit (stagiair)